# Destiny (videogioco)
Destiny è un videogioco sviluppato da Bungie ed ambientato in un mondo, a detta degli sviluppatori, connesso e condiviso, il quale fa del gioco uno sparatutto in prima persona fantascientifico che coniuga le meccaniche tipiche degli sparatutto con un mondo online persistente. Non a caso, gli sviluppatori hanno coniato il termine Shared World Shooter ("sparatutto a mondo condiviso").

## Ambientazioni
Destiny è ambientato su diversi pianeti del sistema solare, tra cui Marte (dall'ecosistema simile a un deserto, con grandi dune di sabbia rossa e aride montagne rocciose), Venere (rigogliosa di foreste, di montagne e di vulcani sempre attivi e con un'atmosfera carica di acidi e azoto, colonizzata dalla razza umana durante l'età dell'oro, ma persa successivamente a un misterioso evento catastrofico noto come Crollo, e alla presa del controllo da parte dei Vex) e la Luna, colonizzata anche questa dagli umani e in seguito invasa da razze aliene nascoste sotto la Bocca dell'Inferno, un'enorme voragine, sconvolgendo così la geografia locale. Poi troviamo l'Atollo, un campo di asteroidi al confine tra Luce e Oscurità popolato dagli Insonni. Nel mese di maggio 2015 è uscita la seconda espansione del gioco, in cui è possibile visitare e giocare varie missioni in questa località.
Viaggiando sulla Luna è possibile vedere la sonda spaziale realmente esistente "Cassini". In più è possibile esplorare liberamente anche la torre nella Città, che funge da HUB per il giocatore in cui potenziarsi, armarsi adeguatamente e comprare oggetti, ricompense, incontrarsi con gli altri giocatori, comprare navi e astori e altro ancora. Si può anche esplorare il "Cosmodromo", un enorme territorio russo da cui un tempo partivano le navi-colonia umane (il luogo riprende il Cosmodromo di Bajkonur da cui gli astronauti raggiungono la Stazione spaziale internazionale). Le dimensioni sono immense, e nell'insieme coprono circa 2500 km², offrendo quindi non solo ambientazioni e segreti sempre nuovi, ma anche spettacolari panorami e atmosfere incantevoli. Per esplorare i pianeti è disponibile un veicolo chiamato "Astore", dalle caratteristiche simili ad una moto. Per spostarsi da un pianeta all'altro il giocatore ha una navicella, anch'essa scelta in base ai gusti del giocatore.
All'E3 2015 è stata annunciata l'espansione ufficiale del gioco, chiamata Destiny: Il Re dei Corrotti, che ha portato al gioco un ampliamento sia a livello di esplorazione sia a livello di game-play. Con questa espansione, disponibile da settembre 2015, la trama principale del gioco procede, dando al giocatore la possibilità di esplorare nuovi luoghi, tra cui Phobos (satellite di Marte) e l'Astrocorazzata una gigantesca astronave nemica in orbita tra gli anelli di Saturno dove risiede il Re dei Corrotti.
Tra le ambientazioni scartate vi sono: La Vecchia Chicago (simile a una foresta tropicale), ciò che resta della vecchia città di Mumbai (una foresta tropicale), Europa (satellite di Giove).

## Trama
Nel 2631, uno Spettro cerca tra i detriti della vecchia Russia finché non trova e resuscita un Guardiano (l'avatar del giocatore), che era morto da tempo da un destino sconosciuto. Lo Spettro scopre che sono seguiti dai caduti, degli alieni saccheggiatori, e perciò guida il guardiano alla ricerca di una nave nelle vicinanze. Una volta trovata, lo Spettro la rimette in sesto e insieme al guardiano sfuggono ai caduti e si dirigono alla Torre, un posto situato nell'ultima roccaforte della Terra, l'Ultima Città, protetta da una gigantesca e misteriosa sfera chiamata il "Viaggiatore". Una volta arrivati alla Torre ed essersi ripreso, il Guardiano si dirige verso il Cosmodromo, un sito della vecchia Russia dove l'umanità realizzava le navi per lanciare le proprie incursioni nello spazio esterno, per recuperare un propulsore che gli permetterà di compiere viaggi nello spazio, scoprendo che è già nelle mani dei caduti appartenenti al Casato dei Diavoli guidati dal loro Arconte Riksis. Sconfitto l'Arconte e recuperato il propulsore, il guardiano ritorna alla Torre, venendo poco dopo chiamato di nuovo verso il Cosmodromo dove i Caduti sembrano aver trovato qualcosa di importante nell'Osservatorio Celeste. Il guardiano scopre che si tratta dell'alveare, una specie aliena che si pensava fosse stata confinata sulla Luna.
Tornato alla Torre, il guardiano incontra l'Oratore, il sommo sacerdote della Torre e a capo del Consenso, l'organo politico della Città, che svolge le veci del Viaggiatore: l'Oratore, infatti, spiega che nella cosiddetta Età dell'Oro gli umani conobbero il benessere, progredirono tecnologicamente e riuscirono a colonizzare molti pianeti del sistema solare, ma un giorno venne l'Oscurità, un antico e misterioso nemico che causò il Crollo, la fine di quasi tutta l'umanità, con l'arrivo di molte specie aliene - tra le quali i caduti; il Viaggiatore combatté contro di essa e alla fine si sacrificò per sconfiggerla, diventando silenzioso e dormiente. Tornati ancora una volta nel Cosmodromo il Guardiano e lo Spettro scoprono che alla Spiaggia Dimenticata i caduti stavano cercando di accedere ai file di un'IA di nome Rasputin, una mente bellica sopravvissuta al Crollo; inoltre scoprono che due guardiani erano riusciti a ottenere i codici per riattivare una parabola dell'Osservatorio Celeste in modo da riconnettersi alle altre colonie del sistema, ma i loro contatti sono spariti, e infatti il guardiano scopre che sono morti, ma riesce a recuperare i codici da uno dei loro Spettri. Tornati all'Osservatorio, lo Spettro riesce ad attivare la parabola, ma scopre che Rasputin ha il controllo della matrice e che in questo momento sta riattivando i sistemi di difesa di tutte le colonie. Il guardiano decide ora di andare verso la Luna alla ricerca di un guardiano che stava cercando un modo per entrare nella fortezza dell'Alveare. Purtroppo scopre il suo cadavere davanti alle porte del Tempio di Crota. In quel momento le porte del tempio si aprono facendo fuoriuscire varie creature dell'Alveare.
Sopravvissuti all'attacco, il Guardiano e lo Spettro scoprono lo spettro ormai morente del guardiano morto, e dalle sue memorie scoprono che l'Alveare sta sollevando un esercito e usarlo per invadere la Terra. Il guardiano decide di interrompere i loro sforzi, saccheggiando la Tomba del Mondo, un luogo pieno di conoscenze dell'alveare, e distruggendo una potente arma nota come Spada di Crota uccidendo i Principi dello Sciame, mentre sulla Terra prende d'assalto la Tana dei Diavoli nel Cosmodromo distruggendo il loro Servitore Primo, Sepiks Primo, gettando molto il morale dei Diavoli. Tornato sulla Luna il Guardiano ferma un rituale che l'Alveare usava attraverso un frammento del Viaggiatore per drenarne il potere e distrugge l'Altare di Oryx tagliando le loro comunicazioni a lunga distanza da un essere sconosciuto. Più avanti il Guardiano viene contattato da una straniera exo che vuole incontrarli su Venere per affrontare un nuovo nemico. Quando il Guardiano arriva su Venere, lo Spettro scopre in una colonia del Bacino di Ishtar che si tratta dei vex, delle misteriose quanto letali macchine aliene senzienti. Raggiunta l'Exo all'Accademia di Ishtar, costei descrive i Vex "così malvagi da snobbare il male stesso", e rivela che fa parte di un gruppo non facente parte dell'ordine dei Guardiani ma che vogliono distruggere queste macchine; rivela che l'unico modo per farlo è entrare nel Giardino Nero, il luogo dove sono nati i vex, e distruggere il cuore che li rende attivi, in questo modo il Viaggiatore comincerà a guarire.
Lo Spettro dice che per trovare il Giardino Nero dovranno saperlo dagli insonni, abitanti di una zona chiamata l'Atollo, un luogo tra la Luce e l'Oscurità situato nella cintura di asteroidi, ma che si rifiutano di schierarsi nelle guerre del sistema. L'Ignota Exo poi se ne va dopo aver ascoltato una richiesta di aiuto dai suoi compagni. Una volta arrivati all'Atollo, il Guardiano e lo Spettro fanno la conoscenza della regina Mara Sov, e di suo fratello, il principe Uldren Sov, scoprendo inoltre che hanno al loro servizio un casato dei caduti. Il principe Uldren, nonostante la loro indifferenza, su consiglio della regina dice che li aiuteranno a individuare il Giardino Nero se porteranno loro la testa di un Guardiaporta vex. Il Guardiano, quindi, ritorna su Venere, dove lo Spettro scopre nell'Archivio i segreti sui Vex, tra cui la posizione di un luogo chiamato la Volta di Vetro, e che possono spostarsi in tutta la galassia. Dopo aver impedito al locale Casato dell'Inverno di saccheggiare l'Archivio, uccidendo il loro Kell, Draksis, ed essere sceso nelle Fosse di evocazione sulla Luna sconfiggendo la Maliarda Mormu e la sua creazione, un Orco chiamato Phogoth, divenuto un abominio dell'Alveare, il Guardiano si confronta con il Guardiaporta Zydron, prendendone la testa e ritornando dagli insonni, dove, nonostante la continua indifferenza di Uldren, la regina Mara Sov lo costringe a dirgli che bisogna portare l'occhio del Guardiaporta alla Baia Meridiana su Marte, dove può essere utilizzato per entrare nel Giardino Nero.
Sempre su Venere il Guardiano distrugge Sekrion, la Mente del Nexus, impedendogli di trasformare il pianeta nell'ennesima macchina dei Vex, e il Prelato Arconte Aksor, evaso dalla Prigione degli Anziani dell'Atollo e aumentando ancora di più la stima della Regina nei loro confronti. Dopo l'arrivo sul pianeta rosso, lo Spettro informa il Guardiano della situazione attuale: i cabal, alieni provenienti da un altro sistema solare e altamente militarizzati, hanno cercato di rompere la crittografia sulla Porta Vex con un successo solo limitato, ma controllano molti dei luoghi che il Guardiano ha bisogno di visitare su Marte grazie alla loro zona d'interdizione, che nessuno ha mai superato. Il Guardiano diviene così il primo a penetrare la zona d'interdizione dirigendosi al Pinnacolo del Giardino, che carica l'occhio del Guardiaporta. Con i Vex ora presenti su Marte, il Guardiano, distruggendo i loro portali in modo da prevenire un'invasione, scopre il loro vero obbiettivo: stanno tornando alla loro casa, il Giardino Nero. Viaggiando anche alla Città Sepolta, il luogo di nascita di tante meraviglie tecnologiche situato nella zona di Libernia, il Guardiano e lo Spettro scoprono un IA della mente bellica di Marte, ora controllata da Rasputin. Saputo che una forza speciale dei Cabal, gli Scuoiatori Psionici, stanno cercando con i loro poteri di superare le difese di Rasputin, il Guardiano e lo Spettro riescono a fermarli e a sconfiggere Valus Ta'aurc, comandante dei Bovi dell'Assedio, infliggendo un duro colpo al comando cabal. Utilizzando l'occhio del Guardiaporta il Guardiano e lo Spettro vengono teletrasportati nel Giardino Nero, un luogo che non è presente su alcuna mappa conosciuta.
Raggiungono il cuore del Giardino Nero, dove i Vex sembrano adorarlo. Il cuore, improvvisamente, riattiva le macchine, tra le quali le tre Progenie di Sol - un gruppo di unità Vex denominate Mente dell'Eschaton, Mente imminente e Mente primordiale. Dopo averli sconfitti, il cuore viene distrutto, e il Guardiano ritorna su Marte, capendo di essere riuscito a sollevare il sudario di tenebre dal Viaggiatore. Alla Torre, l'Oratore fa un discorso celebrativo a tutti i guardiani della Città, mentre il Guardiano e lo Spettro incontrano di nuovo l'Ignota Exo, la quale rivela che la vera lotta è là fuori, nello spazio, e in segno di ringraziamento dona il suo fucile a impulsi al guardiano per poi sparire di nuovo. Il Guardiano e lo Spettro ritornano alla loro nave dove ripartono verso lo spazio, pronti a svolgere un ultimo compito: sconfiggere il capo dei Vex che si cela all'interno della Volta di Vetro su Venere. Dopo aver distrutto molti Vex - alcuni dei quali provenienti da un passato e un futuro lontani - il Guardiano si ritrova davanti Atheon, il Vex che controlla lo spazio e il tempo. Alla fine di un estenuante battaglia, che vede non solo la Volta ma anche Venere e Marte, il Guardiano mette fine all'esistenza di Atheon, portando Venere a un nuovo futuro.

### L'Oscurità dal Profondo
Alla Torre giunge Eris Morn, un'ex guardiana facente parte di una squadra creduta dispersa sulla Luna e sua unica sopravvissuta. Eris rivela che l'Alveare ha ritrovato l'anima di Crota, uno dei loro dèi, da tempo sigillata dopo che la sua squadra riuscì a sconfiggerlo pagando con la vita, e sta facendo di tutto per liberarla. Come primo obbiettivo Eris indica al Guardiano di smantellare i comandanti delle armate di Crota, che stanno mobilitando tutte le forze dell'Alveare sulla Luna e anche sulla Terra in attesa del ritorno del loro padrone. Giunto alla Spiaggia dimenticata, il Guardiano si incontra/scontra con una potente Maliarda chiamata Omnigul, la Volontà di Crota, durante una battaglia tra caduti e alveare, mettendola in fuga. Addentratosi in una caverna, il Guardiano sconfigge i primi discepoli di Crota, scontrandosi prima con le Lame di Crota e il loro signore, Sardon, il Pugno di Crota, comandante degli eserciti dell'Alveare. Poco dopo Rasputin, la mente bellica che il Guardiano e lo Spettro avevano incontrato nel precedente viaggio, manda un messaggio di soccorso.
Entrati nel suo rifugio scoprono che l'alveare sta cercando proprio Rasputin, ed Eris implora il Guardiano di difenderlo prima che lo distruggano, o peggio ancora lo controllino per sfruttare le potenti armi dell'Età dell'Oro in suo possesso. Il Guardiano si scontra di nuovo con Omnigul, la quale evoca un potente Orco che sarebbe la Forza di Crota, riuscendo a sconfiggerlo, mettendo ancora una volta in fuga la Maliarda e salvando Rasputin. Alla Torre, Eris informa il Guardiano e lo Spettro, grazie alle sue capacità dovute a una scaglia sepolcrale, che l'Alveare sta per ridestare Crota. Addentratisi nelle sale più oscure della Luna, il Guardiano e lo Spettro arrivano finalmente sul posto: le Maliarde Destatrici stanno per resuscitare Crota dal cristallo in cui è rinchiusa la sua anima. Interrotto il rituale uccidendo le Destatrici, il guardiano distrugge il cristallo, bandendo per sempre l'anima di Crota da questo piano d'esistenza. Rimane solo una cosa da fare: Omnigul.
Dopo aver ucciso gli ultimi discepoli - la Mano, gli Occhi e il Cuore - il guardiano scova la Maliarda nel complesso gioviano del Cosmodromo, e dopo un lungo inseguimento mette fine alla Volontà di Crota. Nonostante la vittoria, proprio in quel momento il guardiano viene a sapere che qualcosa di oscuro si agita nei meandri del Giardino Nero: un'antica Mente Vex, temuta persino dagli stessi, sta per ripristinarne il cuore. Il Guardiano si getta di nuovo nel posto dove, dopo aver affrontato vari Vex Precursori, distrugge la Mente intramontabile. Alla Torre, tuttavia, Eris è ancora inquieta: grazie alla scaglia sepolcrale sa che Crota è ancora vivo. Il guardiano decide così di scendere nelle profondità della Bocca dell'Inferno dove si scontra con le varie mostruosità dell'Alveare fino ad arrivare al Trono della Superanima, dove si scontra prima contro la Maliarda Ir Yût, una Cantamorte, per poi affrontare Crota in persona. Il dio dell'Alveare sembra essere invincibile, ma il guardiano scopre che può essere danneggiato grazie alle spade ascendenti dei Cavalieri. Armato con una di esse, il guardiano fronteggia il campione dell'Oscurità riuscendo alla fine a sconfiggerlo, a portare ancora una volta la pace nel sistema e vendicando i compagni di Eris.

### Il Casato dei Lupi
Mara Sov, la regina degli Insonni, decide di allearsi con i guardiani della Città invitandoli nell'Avamposto Vestiano. La sua decisione si è resa necessaria in quanto Skolas, il precedente Kell del Casato dei Lupi, è fuggito dalla sua prigionia e ha ripreso il controllo del suo casato strappandolo a Mara. Sull'Avamposto il Guardiano e lo Spettro fanno la conoscenza di Petra Venj, braccio destro della Regina, e di Variks, leader del Casato del Giudizio, l'unico ancora fedele a Mara. Insieme decidono di rintracciare Skolas, localizzandolo nella Tana dell'Inverno su Venere. Addentratosi nel covo del Casato dell'Inverno, il Guardiano sorprende Skolas mentre cerca di portare il casato dalla sua parte; traducendo le sue parole, Variks afferma che Skolas si è autoproclamato Kell dei Kell, titolo che risale a una leggenda dei Caduti che lo vuole come il salvatore della loro razza. Skolas riesce a fuggire e ora il Casato dell'Inverno è al suo comando. Il guardiano, Petra e Variks scoprono quindi che Skolas vuole riunire tutti i casati caduti, e il suo prossimo obbiettivo sono i Diavoli nel Cosmodromo.
Petra scopre che ha inviato la Zanna Silente, un gruppo di abili e spietati assassini dei Lupi, per eliminare i leader dei Diavoli e poter prendere così facilmente il casato come ha fatto con l'Inverno (per il fatto che avevano perso il loro Servitore Primo Kaliks nelle Guerre dell'Atollo e Draksis e Aksor per mano del guardiano). Il Guardiano intercetta in fretta la Zanna e li elimina, vanificando così il piano di Skolas. Ma il Casato dei Diavoli non è l'unico nel Cosmodromo: insieme a loro è presente il Casato dei Re, il più misterioso, astuto e brutale fra i casati. Questa volta Skolas manda il suo Barone Yavek per trattare con il Kell dei Re, ma all'incontro si presentano solo due Baroni: Paskin e Vekis. Prima che le trattative inizino, il guardiano irrompe nella sala dei Re e uccide i tre Baroni.
In seguito Variks informa il Guardiano di aver scoperto la posizione di uno spietato mercenario Caduto: Taniks, lo Sfregiato si è messo al servizio dei Lupi e ne comanda un manipolo dal loro Ketch Kaliks-Syn sulla Luna. Uccidendolo il guardiano priva Skolas di un altro prezioso elemento. All'improvviso Petra capta dei segnali dei Lupi che usano le trasmissioni dei Vex su Venere: si scopre che Skolas, non essendo riuscito a portare gli altri casati sotto il suo comando, ora stia potenziando la tecnologia del Casato dei Lupi. I segnali conducono alla Volta di Vetro, dove i Caduti cercano di controllare gli Oracoli, ma il guardiano glielo impedisce. Ormai la caccia sta per finire, e Petra rintraccia Skolas sulla cima della Cittadella Vex, intimando al guardiano, per ordine della Regina, di catturarlo vivo. Raggiuntolo, il guardiano, Petra e Variks scoprono l'ultima mossa di Skolas: sta utilizzando i portali spazio-temporali dei Vex per portare tutto il Casato dei Lupi dagli albori. Il Guardiano riesce alla fine a fermarlo e a permettere a Mara Sov di catturare il Caduto. Tornato all'Avamposto Vestiano, il guardiano viene ringraziato da Petra e Variks per il suo contributo; quest'ultimo gli offre la chiave per la Prigione degli Anziani, della quale è il custode. La prigione ospita molti pericolosi individui catturati dagli insonni e il Guardiano riesce a prevalere su tutti loro, tra i quali lo stesso Skolas.

### Il Re dei Corrotti
Dallo spazio profondo è giunto Oryx, il Re dei Corrotti, Re e Dio dell'Alveare e padre di Crota. Saputo che suo figlio è stato ucciso, Oryx si dirige nel sistema solare per esigere vendetta a bordo della sua gigantesca Astrocorazzata e scortato dalla sua flotta. In prossimità di Saturno, però, la flotta si scontra con gli insonni, guidati personalmente da Mara Sov e da suo fratello Uldren. Grazie ai suoi poteri, Mara riesce a usare gli asteroidi degli stessi anelli del gigante gassoso per distruggere completamente le navi dell'Alveare, ma Oryx attiva una potente arma dell'Astrocorazzata che spazza via ogni cosa, creando un buco negli anelli di Saturno; il sacrificio della Regina e dei suoi fedeli ha però fermato l'avanzata di Oryx. Nel frattempo il Guardiano e lo Spettro vengono informati dal Comandante Zavala, mentore dei titani, che i cabal stanno trasmettendo molteplici segnali su Phobos. Arrivati sulla luna di Marte, il guardiano e lo Spettro scoprono che i messaggi sono richieste di soccorso in quanto i cabal sono sotto un violento attacco. Avanzando nella base scoprono che sono presenti delle strane macchie transdimensionali, alcune delle quali riescono a "risucchiare" i cabal.
A un certo punto davanti a loro appare Oryx che evoca i suoi soldati: i Corrotti, esseri ai quali ha piegato la volontà e li ha trasformati dandogli nuovi poteri. Il Guardiano e lo Spettro riescono a scappare per il rotto della cuffia dall'invasione e a tornare alla Torre, dove il Comandante Zavala, Cayde-6 e Ikora Rey, i tre mentori dell'Avanguardia, il braccio militare dell'Ultima Città, insieme a Eris Morn, hanno saputo della sconfitta degli insonni e stanno pianificando un piano d'attacco; nel frattempo il Guardiano viene invitato dal proprio mentore a recuperare un potere che pochi furono in grado di controllare per far fronte alla guerra imminente (Titano: Zavala intercetterà un segnale dei titani mercenari conosciuti come Spezzasoli su Venere, che condurrà il guardiano sul loro rifugio, il pianeta Mercurio, dove si dimostrerà degno di impugnare il Martello di Sol. Cacciatore: Cayde scopre che un suo vecchio amico, Tevis, è in pericolo nel Giardino Nero, e il guardiano ha bisogno di lui per imparare la via del Predatore della Notte. Purtroppo il guardiano trova Tevis morto, ma riesce a ereditarne il potere di controllare il Vuoto e a usarlo come arma. Stregone: Ikora rivela che per diventare un Evocatempeste bisogna entrare in sintonia con l'energia ad Arco, e quella che fa al caso loro alimenta una Mente Vex nascosta su Libernia. Una volta distrutta la Mente e liberata l'energia ad Arco, il guardiano riuscirà a padroneggiarla diventando un tutt'uno con essa).
Cayde-6 rivela in segreto al Guardiano che ha un piano: installare su una nave un dispositivo mimetico che aveva nascosto tempo fa su una nave colonia nel Cosmodromo. Arrivati sul posto, il Guardiano e lo Spettro scoprono che i caduti stanno combattendo contro i Corrotti ma riescono a raggiungere alla fine il nascondiglio di Cayde. All'interno, però, si ritrovano ad affrontare l'Eco di Oryx, un'estensione vivente della volontà di Oryx. Riusciti a sopravvivere, il Guardiano e lo Spettro portano il dispositivo a Cayde, che ordina ad Amanda Holliday, il nostromo della Torre, di installarlo sulla nave di Eris Morn, nave che secondo Cayde "puzza di Alveare", in modo da intrufolarsi più facilmente sull'Astrocorazzata: l'obbiettivo è disattivare i nuclei che azionano la gigantesca arma. Purtroppo il dispositivo mimetico ha un guasto e la nave ritorna visibile in prossimità dell'arma, che si prepara a sparare. Il colpo distrugge la nave di Eris mentre il Guardiano e lo Spettro si teletrasportano appena in tempo sull'Astrocorazzata, rimanendovi per il momento bloccati. Attraversando la gigantesca nave, i due riescono a disattivare i tre nuclei energetici, venendo braccati dai corrotti. Più avanti scoprono che i cabal dei Bruciatori del Cielo hanno schiantato la loro nave sull'Astrocorazzata, e il guardiano distrugge il loro carro Goliath per usare la zona come punto d'appoggio. Alla Torre, il Comandante Zavala ordina al Guardiano di raccogliere informazioni su Oryx dai cabal per poterlo sconfiggere.
Ritornati sull'Astrocorazzata, il Guardiano e lo Spettro scoprono dai file della nave cabal che una squadra, guidata da Primus Tau'un, sta cercando un portale chiamato lo "Scisma" per trovare Oryx. Arrivati al Mausoleo i due vedono Oryx corrompere Tau'un, e scoprono che non possono attraversare lo Scisma, scontrandosi di nuovo con l'Eco di Oryx. Eris deduce che solo un Alveare Ascendente può attraversare lo Scisma, e il guardiano dovrà assorbire l'energia da uno di loro. Eris li indirizza nella camera dove un tempo riuscirono a esiliare l'anima di Crota. Giunti sul posto si scontrano con l'Orco Baxx, ma prima di dargli il colpo di grazia, Oryx lo corrompe, il tempo sufficiente perché il Guardiano prenda un frammento del cristallo di Crota e fugga dal ritornato Baxx e da un esercito di corrotti. Il prossimo passo è scendere di nuovo nella Bocca dell'Inferno, e a tal proposito Cayde suggerisce di creare un nuovo dispositivo mimetico dai codici d'occultamento di Rasputin. Arrivati nel bunker della mente bellica, il guardiano e lo Spettro lo salvano appena in tempo dai corrotti e scaricano i codici. Ritornati al Trono della Superanima, dove Ir Halak e Ir Anûk, le Cantamorti sorelle di Crota, stanno preparando la sua anima per il trapasso, il guardiano utilizza il cristallo per assorbire l'energia di Crota, ma viene scoperto ed è costretto a combattere contro i Corrotti schieratigli da Oryx. Quando sul posto giungono anche Tau'un e Baxx, Eris riesce a salvare il Guardiano teletrasportandolo fuori dal Trono della Superanima. Pronti a fronteggiare Oryx, il Guardiano e lo Spettro ritornano al Mausoleo e riescono ad attivare lo Scisma. Dopo aver sconfitto definitivamente Tau'un e Baxx, il guardiano si confronta con Oryx riuscendo a sconfiggerlo. Tuttavia, Oryx usa il potere della sua spada, lo Spezzavolontà, per sparire.
Eris Morn deduce che Oryx si sia ritirato nel Regno Ascendente, e venuta a bordo dell'Astrocorazzata prende il nucleo dello Spezzavolontà, con il quale Lord Shaxx, il gestore del Crogiolo, l'arena di addestramento dei guardiani, forgerà una spada per il Guardiano. A causa della guerra causata dai corrotti, il Guardiano è costretto ad affrontare varie imprese che ciò ha comportato: impedisce ai fratelli Valus Tlu'urn e Valus Mau'ual, fratelli adottivi di Primus Tau'un, di distruggere il nucleo dell'Astrocorazzata impedendo la distruzione di quasi tutto il sistema solare; evita che i caduti accedano alla rete di armi di Rasputin grazie allo Stiletto modificato D.A.G.A.-2; impedisce alla Mente ristorativa Theosyion di portare dal passato Sekrion per continuare la trasformazione di Venere in una macchina; grazie a un messaggio di un antico guardiano nella Volta di Vetro (scoprendo che era morto da tempo) impedisce ai Corrotti di usarne i poteri grazie all'Idra corrotta Morphon; mette fine alle comunicazioni interstellari dei Cabal sull'Astrocorazzata, scontrandosi con il Centurione corrotto Vro'ourn; impedisce a ciò che resta del Casato dei Lupi di prendere come terreno di caccia Marte, uccidendo il loro nuovo servitore Primo Orbiks; ferma una congrega di tre Maliarde corrotte nel Cosmodromo; sconfigge ancora una volta l'Eco di Oryx sulla Cittadella Vex diminuendo l'influenza dei Corrotti su Venere.
Debellate le minacce che infestavano il sistema, il Guardiano si prepara ad entrare nel Regno Ascendente dell'Astrocorazzata dove affronta i più stretti alleati di Oryx, tra i quali il Sacerdote di Guerra, Golgoroth e le figlie Ir Halak e Ir Anûk, per poi confrontarsi di nuovo contro il Re dei Corrotti nella sua vera forma: una versione gigantesca di sé stesso, dove tenta di corromperlo con l'Oscurità, ma il guardiano utilizza la propria Luce per sconfiggerlo definitivamente. Più tardi Eris contatta il guardiano rivelandogli che nelle prigioni dell'Astrocorazzata è presente Alak-Tul, il figlio adottivo di Oryx e quindi il più probabile successore al trono, nonché artefice della morte del compagno di Eris Vell Tarlowe. Sconfitto Alak-Tul, Variks lo informa che, con la sconfitta di Oryx, i Corrotti si sono fatti più feroci e stanno decidendo chi sarà il prossimo Re dei Corrotti. Tra questi vi è Malok, un Principe dell'Alveare corrotto che Variks vuole avere nella Prigione degli Anziani. Dopo un primo scontro Malok riesce a fuggire, ma Variks rivela di cercare i suoi frammenti dai Corrotti per sapere dove è andato. Scoperto che si trova sulla Luna, il guardiano viene contattato da Eris, in quanto è convinta che Malok è meglio morto che vivo, in modo che non possa rivendicare il trono di Oryx, e il Guardiano riesce a sconfiggerlo proprio mentre sta per radunare un esercito di corrotti per invadere la Città.

### I Signori del Ferro
Il Casato dei Diavoli è tornato alla ribalta nel Cosmodromo, ma questa volta stanno trasferendo molteplici risorse in un'adiacente parte dimenticata. Lord Saladin, ultimo membro dei Signori del Ferro, i primi detentori della Luce, ordina al Guardiano di raggiungere il vecchio Osservatorio Vostok del Picco di Felwinter, ormai abbandonato tra le montagne. Durante il percorso il Guardiano e lo Spettro si imbattono in molti caduti del Casato dei Diavoli, fino ad incontrare uno strano Servitore. Analizzandolo, lo Spettro scopre che si tratta di una loro vecchia conoscenza: Sepiks Primo, l'ex Servitore Primo dei Diavoli che avevano sconfitto in passato, ora ritornato misteriosamente in vita. Sepiks viene inseguito dai due fino al Tempio del Ferro, dove cerca di distruggerlo, ma il guardiano glielo impedisce. All'arrivo di Lord Saladin, però, Sepiks è ancora vivo e si teletrasporta via. Saladin teme che i Caduti abbiano trovato qualcosa nota come SIVA e invia il guardiano all'inseguimento del Servitore Primo risorto.
Cercando di rintracciarlo, il guardiano e lo Spettro, coadiuvati dal compagno di Lord Saladin Shiro-4, scoprono che c'è un buco nella muraglia con vicino un Ketch; inoltre scoprono degli strani filamenti rossi che assorbono la materia: Saladin rivela che si tratta della SIVA, una nanotecnologia dell'Età dell'Oro pensata per accelerare lo sforzo coloniale dell'umanità. Avanzando nelle innevate Terre Infette, il guardiano e lo Spettro vengono assaliti da dei Caduti potenziati dalla stessa SIVA. Saladin capisce che i Diavoli tecnosimbionti - collettivo segreto di bioingegneri dei casati - hanno scoperto la SIVA e la stanno usando per evolversi (secondo la loro religione in semidei meccanici) e trasformare il territorio. Racconta anche che i Signori del Ferro volevano usare la SIVA per riportare l'Età dell'Oro, ma prima vennero decimati dalle difese di Rasputin, che li credeva pericolosi per la sua sicurezza, per poi scoprire che la SIVA era instabile e che cominciò a infettare i rimanenti Signori del Ferro mettendoli l'uno contro l'altro; solo con il loro sacrificio, tra i quali la sigillatura della camera della SIVA da parte di Jolder, riuscì a contenere l'infezione; Saladin fu l'unico a sopravvivere.
A questo punto il guardiano si dirige verso il cuore delle Terre Infette per creare una zona d'appoggio. Per prima cosa elimina tre cannoni ricostruiti dalla SIVA, per poi distruggere un Camminatore tecnosimbionte, aprendo così all'Avanguardia le perlustrazioni per il nuovo territorio. Per arginare la SIVA, Saladin manda il guardiano dalla sua amica Insonne e criptarca del Tempio di Ferro Tyra Karn, la quale rivela che i Diavoli hanno trovato i prototipi della SIVA nel laboratori di Clovis Bray su Marte, e che forse è presente anche il modo per eliminare la SIVA una volta per tutte. Giunti al Palazzo della Polvere ed essersi fatti strada fra i Bovi dell'Assedio, lo Spettro scopre che bisogna distruggere la Camera di Replicazione della SIVA, il luogo dove i Signori del Ferro perirono. Raggiuntala, lo Spettro attiva l'autodistruzione, ma la SIVA utilizza i corpi dei Signori del Ferro per ostacolarli. Il guardiano riesce a sconfiggerli utilizzando l'artefatto appartenuto a Felwinter e dando così loro la pace, per poi fuggire dall'esplosione che terminerà la produzione di SIVA, lasciando i Diavoli tecnosimbionti con solo quella rimasta. Tornato al Picco di Felwinter, il guardiano dà a Lord Saladin l'elmo della sua vecchia amica Jolder, e come ringraziamento egli gli dona la spada Ullulato della Zanna di Lupo forgiata da lui stesso; il guardiano diventa così il primo esponente della seconda generazione dei Signori del Ferro.
Più tardi Shiro rivela che i Diavoli tecnosimbionti hanno disturbato un nido dell'Alveare e da allora sono presenti frequenti scontri tra loro. Mandati a indagare, il guardiano e lo Spettro scoprono che i Tecnosimbionti stanno svolgendo degli esperimenti sulle creature dell'Alveare con la SIVA su ordine del loro Sommo Prelato, molto probabilmente per controllarli. Calatosi nel nido dell'Alveare, i due scoprono che Kovik, il Sommo Prelato dei tecnosimbionti, sta usando le sue conoscenze non per controllare l'Alveare ma per usarne le parti biologiche come potenziamenti dei Tecnosimbionti. Infatti lo incontrano in compagnia di un Orco trasformato dalla SIVA il cui occhio è stato usato per potenziare il Cannone tenebrante del Prelato. Sconfiggendolo il guardiano ferma i folli esperimenti dei Tecnosimbionti, ma per impedire che proseguano con le sue ricerche Shiro ordina al Guardiano di invadere la Bocca dell'Inferno e impedire ai Tecnosimbionti di rapire altri Orchi.
Il Guardiano raggiunge appena in tempo le Fosse di Evocazione dove elimina un abominio dell'Alveare impedendo ai Diavoli tecnosimbionti di sfruttarlo. Il prossimo obbiettivo di Shiro è Sepiks: i Diavoli tecnosimbionti lo hanno riportato nella loro tana per convincere il resto del casato a evolversi grazie alla SIVA. Sconfitto anche Sepiks ora non rimane che trovare il capo dei Tecnosimbionti. Il guardiano affronta per due volte il loro generale Vosik, per poi farsi strada attraverso la muraglia e arrivare fino alla cima, dove distrugge la macchina d'assedio che ha provocato il cedimento della muraglia, e scendere fino al Complesso della Perfezione dove si nasconde Aksis, il Prelato Arconte che grazie alla SIVA è ora un Arconte Primo, diventato più una macchina che un Caduto. Sconfitto Aksis, il Guardiano mette fine per sempre alla minaccia della SIVA e salva ancora una volta la Terra da un'altra catastrofe. Dopo alcuni mesi, però, il Guardiano viene chiamato dall'Avanguardia: Variks ha riferito che i Diavoli tecnosimbionti hanno riportato in vita Taniks per continuare il loro operato di espansione della SIVA. Salendo ancora una volta sul Ketch Kaliks-Syn, il Guardiano elimina definitivamente il mercenario Caduto.

## Razze
Umani; Insonni; Exo; Caduti; Alveare; Vex; Cabal; Corrotti; Diavoli Tecnosimbionti; Infami.

## Classi
Ogni giocatore potrà scegliere fra tre classi (attualmente il livello massimo raggiungibile con ogni classe è il 40), all'interno delle quali ci saranno tre sottoclassi ognuna con un'abilità speciale che le caratterizza. Ogni sottoclasse sarà di un elemento diverso (Solare, Arco e Vuoto):
- Cacciatori (Hunter): un tempo avventurieri in cerca di avventure, vivevano vagando in ciò che restava della terra esplorandola in cerca di risposte o avventure, affrontando missioni ad alto rischio; ora anche loro sono guardiani dell'ultima città rimasta in mano agli umani. Fra le tre classi è la più agile. Bungie ha preso ispirazione dai cacciatori di taglie di Star Wars, tra cui Boba Fett. 
  - Pistolero (Solare): una potente pistola dorata con 3 colpi all'interno che a livelli più avanzati farà esplodere i nemici causando danni ad area, inoltre il suo utilizzo è limitato nell'arco di alcuni secondi.
  - Lama danzante (Arco): conferisce il potere del tuono al Cacciatore, che può scagliare micidiali colpi con una lama carica di elettricità ai nemici, uccidendone in gran quantità in poco tempo, tuttavia usarla o aspettare il passare dei secondi fa esaurire la lama.
  - Predatore della notte (Vuoto): sottoclasse implementata con Il Re dei Corrotti. Consiste in un arco da caccia fatto di Vuoto che permette di stordire e immobilizzare i nemici colpiti dalle sue frecce. Permette di utilizzare anche delle nuove granate che possono avvelenare i nemici, stordirli o rendere invisibili gli alleati vicini.
- Titani (Titan): i costruttori delle mura che proteggono la città ricoprono il ruolo di fanteria, infatti sono i più esperti ad utilizzare le mitragliatrici leggere e le armi pesanti. Dotati di grande forza, sono i più possenti e hanno l'armatura più resistente, peccano solo nell'agilità (che può essere aumentata salendo di livello). In termini di design, Bungie ha preso ispirazione dal classico "soldato del futuro" fondendolo con caratteristiche medievali.
  - Assaltatore (Arco): si scaglia sull'area bersaglio generando un'enorme onda d'urto ad utilizzo singolo che uccide più nemici contemporaneamente.
  - Difensore (Vuoto): evoca la Guardia dell'alba, una barriera indistruttibile che può proteggere te e i tuoi alleati dai colpi nemici. Ai livelli più alti garantirà una difesa potenziata standovi all'interno, uno scudo temporaneo dopo essere usciti dalla barriera o fornirà un potenziamento temporaneo alle armi da fuoco dei guardiani all'interno.
  - Spezzasole (Solare): sottoclasse implementata con Il Re dei Corrotti. Consiste in un martello infuocato utilizzato per devastare i nemici con il lancio dello stesso. Permette di utilizzare anche una nuova granata che crea scie di fuoco.
- Stregoni (Warlock): coloro che studiano il Viaggiatore, sono in grado di utilizzare alcune delle sue arcane energie. In generale gli Stregoni sono molto abili nelle magie e hanno il recupero di energia più veloce delle tre classi. Bungie ha preso ispirazione non solo dai maghi dei giochi e dei libri fantasy, ma anche dai cavalieri Jedi dell'universo di Star Wars e dagli psionici dei giochi futuristici.
  - Camminatore del Vuoto (Vuoto): un grande dardo di luce del Vuoto lanciato dall'alto, uccidendo diversi nemici una volta arrivato a terra. Ai livelli più alti questo creerà un vortice che danneggia i nemici nel punto in cui ha toccato terra, si dividerà in 3 piccole sfere invece di essere concentrato in una sola bomba o potrà essere lanciato a grandi distanze con grande precisione.
  - Cantore del Sole (Solare): può aumentare l'efficacia di tutte le abilità dello Stregone (agilità, resistenza, forza). Al livello più alto permetterà di ritornare in vita attraverso una "rianimazione" dopo essere andati a terra senza il bisogno dell'aiuto dello Spettro o dei compagni di squadra.
  - Evocatempeste (Arco): sottoclasse implementata con Il Re dei Corrotti. Il giocatore può fluttuare a mezz'aria e scagliare potenti fulmini contro i nemici, teletrasportarsi per brevi tratti e lanciare granate che creano una piccola tempesta intorno ai nemici.

## Produzione
Finito il decennale lavoro su Halo, Bungie ha iniziato questo nuovo progetto insieme ad Activision, ma, a differenza di Halo, Destiny sarà proprietà intellettuale della stessa Bungie. La fase Alpha del gioco si è tenuta dal 12 al 16 giugno, e permetteva di esplorare l'ambientazione terrestre; la fase Beta, più selettiva (nonostante gli ultimi 3 giorni sia stata aperta a tutti), si è invece tenuta dal 17 al 27 luglio per gli utenti Sony e dal 23 per quelli Microsoft: nonostante la manutenzione del 21 e del 22, la Beta ha permesso di esplorare ancora una volta il Cosmodromo Russo e di provare il multi-giocatore. L'ultima sera, solamente per due ore, è stato possibile giocare la missione successiva all'ultima giocabile, ambientata sulla Luna.
Ogni uscita del gioco avrà un proprio arco narrativo con eventi autoconclusivi unici, ma tutte assieme racconteranno una storia più grande, ideata per durare anni. Anziché su una singola minaccia finale sulla quale insistere nel tempo, Joseph Staten (premiato scrittore da anni in forza a Bungie) e i suoi stanno lavorando su una complessa mitologia che renda l'idea di una civiltà sotto assedio, minacciata da diverse forze distinte.
Nonostante fosse stata riportata la notizia di un budget di circa 500 milioni di dollari, gli stessi sviluppatori del titolo hanno smentito tale cifra.

## Modalità
Destiny ha a disposizione moltissime modalità multiplayer, sia per la co-op che per la competizione. Oltre alle missioni della storia principale, anch'esse affrontabili in co-op con altri giocatori, sarà possibile giocare in tantissime modalità:
- Crogiolo: il Crogiolo è la modalità Player Vs Player. Oltre alle classiche modalità Deathmatch a squadre, Dominio, Tutti contro tutti, Deathmatch tre contro tre (denominate nel gioco come Scontro, Controllo, Rissa e Schermaglia) saranno presenti altre modalità più specifiche. La modalità Stendardo di Ferro, disponibile solo in alcuni periodi, consiste nella modalità "Controllo", dove però è possibile utilizzare tutti i bonus che forniscono le armature di livello più alto, mentre nel Crogiolo normale questi bonus sono annullati. La modalità Prove di Osiride invece (implementata con l'uscita del secondo DLC) consiste in un Deathmatch tre contro tre ad eliminazione, dove la squadra che subisce tre sconfitte viene espulsa dal torneo di Osiride, dove è possibile vincere prestigiose armature e armi, e accedere alla zona social di Mercurio, "Il Faro". Oltre a queste modalità, ogni tanto vengono implementate delle modalità particolari, come Armi unite (Deathmatch con veicoli) e Recupero (Schermaglia dove bisogna catturare una postazione e difenderla). Con l'uscita dell'espansione Il Re dei Corrotti sono state aggiunte le modalità Frattura e Pandemonio. La modalità Frattura consiste nel prendere un artefatto che si genera al centro della mappa prima dell'altra squadra, portarlo alla frattura nemica e usarlo per distruggere quest'ultima. La modalità Pandemonio non è nient'altro che un Deathmatch a squadre con il recupero delle abilità raddoppiato, potendo quindi usare più frequentemente le granate, il potere del corpo a corpo e la super caricata, inoltre, le munizioni pesanti si generano più spesso.
- Incursioni: le Incursioni sono modalità co-op a 6 giocatori, e consistono in missioni molto difficili, dove ogni componente della squadra dovrà giocare al meglio per completare la missione. Le Incursioni consistono prevalentemente nell'addentrarsi in un territorio nemico per raggiungere un particolare avversario più forte degli altri e sconfiggerlo. Le Incursioni modificano radicalmente l'esperienza di gioco, andando ad inserire meccaniche inedite all'interno delle varie aree che compongono le Incursioni stesse. Queste variazioni spaziano dall'utilizzo di oggetti specifici (Egida nella Volta di Vetro, Spada ne La Fine di Crota, Artefatto ne La caduta di un Re) a particolari "percorsi ad ostacoli" in cui evitare lo scontro con i nemici (Labirinto delle Gorgoni, Abisso).
- Prigione degli Anziani: questa modalità, aggiunta con l'uscita del DLC Il Casato dei Lupi, consiste in una modalità di sopravvivenza ad ondate. La squadra può essere composta da un massimo di 3 giocatori, i quali dovranno affrontare 5 round e sopravvivere ad ondate di nemici sempre più forti. In ogni round i giocatori, oltre ad uccidere i nemici, dovranno svolgere degli obbiettivi, come disattivare delle bombe o uccidere un bersaglio specifico. All'ultimo round i giocatori dovranno affrontare il boss finale, nemico molto più potente degli altri. Affrontando la Prigione e sopravvivendo a tutti e 5 i round sarà possibile accedere a delle casse del tesoro, con dentro ricompense molto preziose. Con l'espansione Il Re dei Corrotti è stato aggiunto un nuovo livello che permette di affrontare i Corrotti, nonché la Sfida degli Anziani, in cui si affronteranno i boss incontrati nella Prigione degli Anziani a difficoltà leggermente aumentata.
- SRL: questa modalità, introdotta l'8 dicembre 2015 tramite un aggiornamento, consiste nel gareggiare con altri giocatori in una corsa utilizzando gli astori. Le gare si disputano in vari circuiti sparsi per i pianeti (attualmente solo Venere e Marte), e vincono i giocatori che arrivano sul podio al termine del terzo giro. I circuiti sono ricchi di ostacoli (come precipizi, oggetti ecc...) e di nemici che sparano ai giocatori che passano durante la gara. Gli astori non vanno sempre al massimo della velocità, infatti, in svariati punti del circuito, vi sono delle zone blu dove passare sopra con l'astore per riprendere notevole velocità. Questa modalità consente di sbloccare nuove armature uniche, oltre a nuovi e velocissimi astori da corsa.

## Espansioni
Il primo DLC di Destiny, L'oscurità dal profondo, è uscito il 9 dicembre 2014 e porta avanti la storia principale del gioco, portando il giocatore ad affrontare una nuova potente minaccia dell'alveare: Crota. Con l'uscita di questo DLC è stata aggiunta la seconda incursione, La fine di Crota, dove un team di 6 guardiani dovrà attraversare l'abisso della Bocca Dell'Inferno e raggiungere l'universo oscuro di Crota. Con l'uscita del DLC è stato ampliato anche il Crogiolo, con l'aggiunta di nuove mappe multiplayer.
Il secondo DLC è stato pubblicato il 19 maggio 2015, chiamato Il casato dei Lupi. Questo DLC ha fatto crescere notevolmente l'esperienza di gioco, portando avanti la storia e aggiungendo nuove modalità di gioco. I guardiani avranno accesso all'Avamposto Vestiano, una nuova zona social dove sono presenti tanti nuovi personaggi e mercanti. Qui i guardiani faranno la conoscenza di Petra Venj, il braccio destro della Regina, che ci guiderà per tutto lo scorrere della storia del DLC, e ci fornirà ogni settimana delle ricompense se eliminiamo dei bersagli caduti da lei indicati. Sull'Avamposto sarà presente anche Variks, caduto facente parte del Casato del Giudizio e uno dei pochi caduti rimasti fedeli alla Regina. Variks ci fornirà delle ricompense in base alle nostre prestazioni nella nuova modalità Prigione degli Anziani. Riguardo al multiplayer, con l'arrivo del DLC è stata aggiunta la modalità Prove di Osiride. All'Avamposto troveremo Fratello Vance, un mercante che ci darà degli equipaggiamenti preziosi in base a quanto dimostreremo di essere forti nelle Prove di Osiride. I guardiani che dimostreranno di avere molta abilità (collezionando un 9 vittorie e 0 sconfitte nelle Prove), avranno accesso al pianeta Mercurio, dove troveranno un forziere pieno di tesori ad attenderli.
Il terzo DLC Il Re dei Corrotti, pubblicato il 15 settembre 2015, prosegue la storia iniziata nel DLC L'oscurità dal profondo. Dopo la morte di Crota, i guardiani dovranno affrontare una nuova e terribile minaccia: Oryx, dio dell'alveare e padre del defunto Crota. Con l'uscita di questa espansione sono stati aggiunti dei nuovi nemici: i Corrotti. Si tratta di un esercito composto da membri sia dei Vex, dell'Alveare, dei Cabal e dei Caduti, che sotto l'influsso del potere di Oryx si sono trasformati, sbloccando nuove pericolose abilità. Oltre al classico sistema di missioni e di taglie, sono state aggiunte le imprese: delle missioni secondarie divise in più fasi, che porteranno ad ottenere ricompense uniche, e hanno una schermata dedicata nel menu. Oltre a questo, è stata aggiunta la nuova incursione La caduta di un re, che porta ancora più in alto l'esperienza di gioco, offrendo combattimenti impegnativi, segreti da scoprire e tantissime nuove armi e armature. Con l'uscita dell'espansione sono state aggiunte anche le tre nuove sottoclassi: Evocatempeste per lo stregone, Spezzasoli per il titano e Predatore della notte per il cacciatore (rispettivamente ad Arco, Solare e da Vuoto).
La quarta espansione, I Signori del Ferro, è stata pubblicata il 20 settembre 2016. Il muro che separava i caduti dall'Ultima Città è crollato. I caduti che ne vivevano all'interno hanno trovato alcuni tesori dell'Età dell'Oro, tra cui una tecnologia chiamata SIVA. che li ha resi più forti. Tali caduti sono diventati delle creature denominate Tecnosimbionti, che utilizzano i nuovi poteri ricavati dalla tecnologia scoperta per propagare la loro infezione sul globo terrestre. Tale minaccia venne affrontata in passato dai Signori del Ferro, che si sacrificarono per fermare l'avanzata dell'infezione. L'unico sopravvissuto fu Lord Saladin, che ora richiama i guardiani al Tempio del Ferro per avvertirli dell'imminente ritorno della SIVA. I guardiani dovranno di conseguenza addentrarsi nelle Terre Infette, ovvero la parte del Cosmodromo completamente sopraffatta dalla SIVA. e dai Tecnosimbionti, così da poter affrontare la potente minaccia che sconfisse i valorosi Signori del Ferro. In questa espansione sono aggiunti dei nuovi assalti e gli altri verranno riadattati, una nuova zona social, il Picco di Felwinter, delle nuove armi e armature ed una nuova incursione. Sono state reintrodotte due delle più famose armi dell'anno di uscita, il lanciarazzi Gjallarhorn e il cannone portatile Aculeo. Preordinandolo era possibile ottenere una versione alternativa del Gjallarhorn, il Gjallarhorn del Ferro e l'astore Gjallarwing. Il livello di Luce è stato aumentato a 400, inoltre smantellando il Khvostov 7G-02, la prima arma che si ottiene all'inizio del videogioco, otterrete un'impresa per riottenerlo in una versione esotica, il Khvostov 7G-0X. Sarà inoltre aggiunta un'impresa per un fucile a impulsi "a tema SIVA", dalle prestazioni simili alla celeberrima Presa di Malok, ottenibile nell'Assalto "La Volontà di Crota",il Pandemia Primordiale. Per il Crogiolo è stata aggiunta la nuova modalità Supremazia, dove ad ogni uccisione bisogna raccogliere il sigillo rilasciato dal cadavere dell'avversario. Per la modalità cooperativa è stata aggiunta la Forgia dell'Arconte, un'area dove è possibile richiamare ed affrontare nemici di varia potenza. Alcuni vecchi assalti sono stati rivisitati in una nuova versione infetta, tra cui l'assalto La Tana dei Diavoli, oltre all'importante aggiunta della nuova incursione denominata Furia Meccanica. Verranno modificate alcune cose già aggiunte nel corso di Destiny, come le Prove di Osiride, di cui porteranno la Luce richiesta a 370.
Durante l'evento a tempo limitato "L'Aurora", a tema natalizio, furono inserite in una versione "anno 3" alcune armi molto utilizzate nell'anno 1 (Destiny + L'Oscurità dal Profondo + Casato dei Lupi), come il Rompighiaccio, un fucile di precisione molto noto per la sua capacità di rigenerare i proiettili nel tempo. Con questo evento ritornò, con 2 tracciati nuovi, la modalità SRL (Sparrow Racing League, in italiano Lega di Corsa degli Astori), con una nuova divisa che ha lo stesso aspetto, ma che subisce gli effetti di uno shader, è bianca inizialmente e puoi inserirci 2 decori che la modificano di un po'.
Con un altro evento avvenuto dopo il 28 marzo 2017, chiamato "Era di Trionfo", moltissimi dei contenuti presenti nell'anno 1 furono aggiornati e potenziati, tra incursioni (La Volta di Vetro per esempio, con questo evento che durerà fino all'uscita di Destiny 2, con le varie fasi da percorrere rilascerà SOLO oggetti che saranno di livello un po' più alto della tua media di Luce (se non sei già a 400), che si potranno modificare in estetica con dei nuovi decori), armi (infatti sono state aggiunte moltissime armi esotiche ottenibili completando le sfide che le varie incursioni vi offriranno, ma che si potranno completare solo se l'incursione è quella Settimanale, che saranno a rotazione. Si tratta delle armi primarie con qualche abilità extra e qualche variazione, ma sono state aggiunte tra queste armi anche armi dell'anno 1, come il fucile automatico Necrochiasmo (rinominato Necroabisso) e il fucile a fusione primario Mitoclasta Vex). Le incursioni nuove richiedono la media di luce superiore a 390.

## Colonna sonora
| 1  | The Traveler                 | 2:30 |
| 2  | The Fallen                   | 4:36 |
| 3  | Excerpt from the Hope        | 2:16 |
| 4  | Excerpt from the Ecstasy     | 2:10 |
| 5  | The Warmind                  | 2:09 |
| 6  | Guardian                     | 2:08 |
| 7  | The Tower                    | 1:19 |
| 8  | The Last Array               | 6:57 |
| 9  | The Collapse                 | 1:33 |
| 10 | The Journey Home             | 3:08 |
| 11 | First Challenge              | 3:45 |
| 12 | Prey                         | 2:13 |
| 13 | Tranquility                  | 5:08 |
| 14 | The Great Unknown            | 1:34 |
| 15 | Excerpt 1 from the Rose      | 1:23 |
| 16 | Excerpt from the Tribulation | 2:14 |
| 17 | Guardians Lost               | 3:49 |
| 18 | Relic of Hope                | 2:14 |
| 19 | Departure                    | 2:00 |
| 20 | Lost Horizons                | 2:09 |
| 21 | Reborn                       | 3:34 |
| 22 | Sepiks Prime                 | 4:13 |
| 23 | Traveler's Promise           | 1:56 |
| 24 | Deconstruction               | 1:42 |
| 25 | Excerpt from the Ruin        | 1:36 |
| 26 | Untold Legends               | 3:34 |
| 27 | Cabal Stomp                  | 3:40 |
| 28 | Dust Giants                  | 4:28 |
| 29 | Ishtar Sink                  | 4:43 |
| 30 | The World's Grave            | 5:36 |
| 31 | Exclusion Zone               | 3:48 |
| 32 | The Stranger                 | 1:11 |
| 33 | Temple of Crota              | 5:16 |
| 34 | Eye of the Gate Lord         | 4:01 |
| 35 | The Hive                     | 5:46 |
| 36 | The Collective               | 4:11 |
| 37 | End of the Line              | 3:31 |
| 38 | The Vex                      | 5:13 |
| 39 | Siege Dancers                | 3:16 |
| 40 | Chronologies                 | 3:32 |
| 41 | Passage                      | 3:22 |
| 42 | Excerpt 2 from the Rose      | 2:46 |
| 43 | Excerpt from the Union       | 1:45 |
| 44 | All Ends Are Beginnings      | 1:33 |

## Sequel
L'11 febbraio 2016 Bungie ha svelato che, dopo l'espansione I Signori del Ferro, nel 2017 arriverà un sequel. Parte del Team Bungie è già al lavoro su di esso.
Circa il 23 marzo 2017, sul sito http://www.leganetwork.it/ , sono comparse delle immagini di un poster di Destiny 2, con la data di uscita, che dovrebbe essere l'8 Settembre, e molti altri dettagli. Il 25 Marzo 2017, L'articolo con quelle immagini è stato rimosso, ma è comparsa un'altra immagine con uno scontrino tedesco di una Limited Edition di Destiny 2 per PC. Per ora la Bungie non ha confermato nulla, ma le immagini sono state confermate vere da Eurogamer e Kotaku.
Il 30 marzo 2017 Bungie annuncia ufficialmente l'uscita di Destiny 2, facendo uscire un trailer d'esordio intitolato "Raduna le truppe", confermando l'uscita il 6 settembre 2017 per PlayStation 4 e Xbox One, mentre la versione PC viene posticipata al 24 ottobre 2017, preacquistabile su piattaforma Battle.Net di proprietà Blizzard. Il 18 maggio 2017 Bungie ed Activision trasmettono un livestream in cui viene mostrato per la prima volta il gameplay del titolo. In occasione dell'E3 dello stesso anno, viene annunciata la data di inizio della beta pubblica, fissata dal 21 luglio 2017 al 23 dello stesso mese, con un accesso anticipato di 3 giorni per chiunque preordini il gioco.